# 矾山镇 (苍南县)
矾山镇是中华人民共和国浙江省温州市苍南县下辖的一个镇。素有“世界矾都”之称，占世界60%、中国70%。距今已有600多年采炼明矾工艺的“温州矾矿”活“遗址”，2007年4月被列为浙江省文物保护单位,部份村落通用語言為閩南語。

## 历史
600多年前，这里还是人烟荒芜之地。传说四川难民秦福带着妻儿在鸡笼山一石洞下避雨，一家人搬来几块石头，堆灶做饭。几天以后，他们惊奇地发现，原来搭灶烧火的石块被雨水淋透后风化成了沙砾，而且还夹杂着许多透明小珠子，在阳光照耀下熠熠生辉。秦福放几粒到嘴里尝尝，味道酸涩，顺手扔到身边的浊水洼地，小珠子溶化了，浊水却澄清了。秦福的儿子中暑肚痛，喝下一碗小珠子溶化的清水竟然就好了。秦福认定它是一种仙丹妙药，取名“清水珠”。从此，秦福常常来这里烧制“清水珠”，拿去给人澄清浊水或解暑。消息传开，村人纷纷效仿，明矾宝藏就这样被人发现了。据明弘治《温州府志》记载：矾，平阳赤山（今苍南矾山）有之，素无人采，近民得其法，取石细捣提炼而成，清者为明矾，浊者为白矾。这是有关矾矿开采、生产最早的文字记载。

## 基本概况
矾山镇位于浙江省苍南县东南部山区盆地，平均海拔280米，境内因盛产明矾而得名，素有“世界矾都”之称，是浙南最悠久的矿山集镇。是温州市一星级文明城镇、市级卫生城镇和双拥模范镇，是苍南县的经济文化强镇之一。2011年4月，撤销南宋镇、昌禅乡建制，其行政区域并入矾山镇。调整后，矾山镇辖11个居民区、31个行政村。镇政府驻新华街。

## 行政区划
矾山镇下辖以下村级行政区划单位：
南下社区、内街社区、南垟社区、新街社区、大埔头社区、龙舌头社区、王家洞社区、水尾社区、福德湾社区、南下村、古路下村、顶村、杨子山村、埔坪村、甘岐村、拱桥内村、内山村、宜矾村、中岙村、三条溪村、高丰村、三合新村、昌禅村、嘉祥村和鹤顶山茶场。

## 自然资料
矾山镇物产丰盈，资源富饶，除了有储量世界首位的明矾石资源外，还有硫磺矿、高岭土、银灰岩、石墨等矿产以及品类繁多的农副产品、经济作物、海产物品。

## 交通
矾山交通便利，78省道线贯穿全境，距温州机场和104国道线分别为100km和27km，距省对台贸易港霞关港30公里，距中墩码头、福建省福鼎市前歧姚家屿码头各10公里。是苍南县南港片区的交通枢纽和“咽喉”之地，是马站、赤溪、南宋及前歧等地周边地区的商品集散地和交通汇集点。

## 福德湾村
福德湾村是历史上因采矾、炼矾而生、而盛的村落。它是浙江省工业遗产的代表之一。该工业遗址位于福德湾村这一传统风土聚落中，六百多年的明矾采炼不但在村内遗留下了矾矿遗址这一较完整的上世纪50年代采炼生产、生活系统，也遗留下了大量遍布该村各角落的矿硐（采空区）、街巷、石抬阶、古树、古井及特色工业村落民居，使该村逐步形成了当前从山上至山下依次为矿硐（采矿区）→居住区→炼矾区的基本布局。
早在2014年，福德湾被评为首批中国传统村落和第六批中国历史文化名村，2016年被评为浙江省不可移动文物优秀保护案例。其从山上往山下平地的发展历程，在城镇发展史中属于特例。2016年 9月1日,福德湾矿工村获得“联合国教科文组织（UNESCO）2016年度亚太地区文化遗产保护荣誉奖”。评审委员会的获奖评语是：“福德湾矿工村的复兴项目以其一系列具有综合性和文化敏感性的保护和再利用工程值得赞扬。在当地村民、非政府组织（申遗促进会）和政府机构的共同努力下，大部分传统民居依据遗产保护原则得以成功保存，而像风化池这类废弃的工业设施则作为公用或观光设施得以恢复。通过持续不断的维护管理和社区参与，这一项目为中国其他处于现代化的关键阶段，但又具有遗产保护价值的工业社区树立了典范”。